# 袁州府
袁州府，中国明清时的府。

袁州府在江西省的位置（1820年）

元朝至正二十年（1360年），朱元璋改袁州路为府，治所在宜春县（今江西省宜春市）。明、清属江西省。辖境相当今江西省宜春、萍乡二市及分宜、万载二县地。1912年废。

## 外部連結
[在维基数据编辑]
 《欽定古今圖書集成·方輿彙編·職方典·袁州府部》，出自陈梦雷《古今圖書集成》